# Mashhad e Kalat (circoscrizione elettorale)
La Circostrizione Mashhad e Kalat è un collegio elettorale iraniano (situato nel Razavi Khorasan) istituito per l'elezione dell'Assemblea consultiva islamica. 

## Elezioni
| Elezioni parlamentari in Iran del 2016 | Elezioni parlamentari in Iran del 2016 | Elezioni parlamentari in Iran del 2016 | Elezioni parlamentari in Iran del 2016                | Elezioni parlamentari in Iran del 2016 | Elezioni parlamentari in Iran del 2016 |
| #                                      | Candidato                              | Affiliazione                           | Affiliazione                                          | Voti                                   | %                                      |
| -------------------------------------- | -------------------------------------- | -------------------------------------- | ----------------------------------------------------- | -------------------------------------- | -------------------------------------- |
| 1                                      | Amir-Hossein Ghazizadeh Hashemi        |                                        | Grande Coalizione Principalista                       | 384,077                                | 33.01                                  |
| 2                                      | Nasrollah Pejmanfar                    |                                        | Grande Coalizione Principalista                       | 377,734                                | 32.46                                  |
| 3                                      | Mohammad-Hossein Bahraini              |                                        | Grande Coalizione Principalista                       | 353,117                                | 30.35                                  |
| 4                                      | Reza Shiran                            |                                        | Grande Coalizione Principalista                       | 343,722                                | 29.54                                  |
| 5                                      | Javad Karimi-Ghodousi                  |                                        | Grande Coalizione Principalista                       | 324,450                                | 27.88                                  |
| 6                                      | Hossein Amini                          |                                        | Coalizione Pervasiva dei Riformisti / Voce del Popolo | 272,070                                | 23.38                                  |
| 7                                      | Nasrin Yousefi                         |                                        | Coalizione Pervasiva dei Riformisti                   | 251,185                                | 21.59                                  |
| 8                                      | Alireza Shahriari                      |                                        | Coalizione Pervasiva dei Riformisti                   | 240,219                                | 20.64                                  |
| 9                                      | Mohammad-Reza Kolaei                   |                                        | Coalizione Pervasiva dei Riformisti                   | 235,649                                | 20.25                                  |
| 10                                     | Taqi Ebrahimi-Salari                   |                                        | Coalizione Pervasiva dei Riformisti                   | 226,645                                | 19.48                                  |
| 11                                     | Javad Arianmanesh                      |                                        | Voce del Popolo                                       | 74,793                                 | 6.42                                   |
| 12                                     | Majid Khodaei                          |                                        | Indipendente                                          | 47,574                                 | 4.08                                   |
| ...                                    | Altri candidati                        | Altri candidati                        | Altri candidati                                       | <45,000                                | <4.0                                   |
| Voti bianchi o nulli                   | Voti bianchi o nulli                   | Voti bianchi o nulli                   | Voti bianchi o nulli                                  | 91,668                                 | 7.87                                   |
| Voti totali                            | Voti totali                            | Voti totali                            | Voti totali                                           | 1,163,339                              | 1,163,339                              |